# Фрідріх I (герцог Швабії)
Фрідріх I (*Friedrich I von Staufen бл. 1050 — 1105) — герцог Швабії у 1079—1105 роках.

## Життєпис
Походив зі знатного швабського роду фон Бюрен. Син Фрідріха, графа Рісгау, та Ґільдегарди фон Егісхейм-Дашбург. Народився приблизно 1050 року. Рано втратив батька (1053 року), ставши Фрідріхом фон Бюреном. Згодом від матері успадкував володіння в Ельзасі. На початку 1070-х років став прихильником імператора Генріха IV з Салічної династії.
У 1077 році почалося повстання Рудольфа, герцога Швабії, проти імператора. Генріх IV оголосив володіння Рудольфа конфіскованими і на початку 1079 року віддав Швабію Фрідріху фон Бюрену. 24 березня того ж року імператор в Регенсбурзі заручив з Фрідріхом свою дочку Агнес. Сам шлюб був укладений в 1086 або 1087 році.
Фрідріх брав участь у всіх військових походах імператора проти повсталих родів Рейнфельденів, Вельфів і Церінгенів. Був учасником битви при Фларґхейме, яка відбулася 27 січня 1080 року, в якій імператорська армія була розбита королем Рудольфом I. 15 жовтня того ж року відбулася битві при Ельстері, що також завершилася поразкою імператора, але в ній Рудольф втратив руку і наступна дня помер. Ця смерть ослабила позиції противників Генріха IV. Загибель Рудольфа не припинила опір Фрідріху в Швабії, де опір очолили син Рудольфа, Бертольд I Рейфельден, що проголосив себе герцогом Швабії, і зять, Бертольд II Церінген.
6 серпня 1081 року противники Генріха IV обрали нового антікороля — Германа Зальмского. Фрідріх підтримував імператора в його боротьбі проти антикороля, однак після загибелі в 1083 році Оттона Нортхеймского, одного з лідера бунтівних князів, вплив Германа Зальмского сильно ослаб. В результаті Фрідріх зміг зосередитися на тому, щоб отримати контроль над Швабією, де його переслідували невдачі, проте ніхто з противників не зміг домогтися переваги. Під контролем Фрідріха була Північна Швабія, Південну Швабію контролював Бертольд I Рейфельден, а після його смерті в 1089 році — Бертольд II Церінген, що проголосив себе герцогом. На Східну Швабію претендував Вельф IV. Істотну підтримку Фрідріху надавав його брат Оттон, що став 1092 року єпископом Страсбурга. В цей період звів замок Штауфен, за яким став зватися Фрідріхом фон Штауфеном.
Лише у 1098 році вдалося укласти мирний договір, за яким герцогство Швабія виявилося розділене на 3 частини. Бертольд II Церінген отримав Брейзгау і імперське фогство Цюрих, зберігши при цьому титул герцога, тому його володіння стали називатися герцогство Церінген. Східна частина відійшла до Вельфа IV, який став до того моменту герцогом Баварії. Герцогом Швабії залишався Фрідріх I, проте йому дісталася лише північна частина колишнього герцогства.
Після укладення миру Фрідріх I зосередився на розширенні своєї влади в Швабії. На горі, де був побудований замок Штауфен, він заснував монастир Лорха.
У 1104 році між імператором Генріхом IV та його сином Генріхом розпочалося протистояння. Фрідріх став на бік імператора, проте жодних активних дій не робив. Він помер 1105 року. Швабію успадковував його старший син Фрідріх.

## Родина
Дружина — Агнеса фон Вайблінген, донька Генріха IV, імператора Священної Римської імперії.
Діти:
- Фрідріх (1090—1147), герцог Швабії
- Конрад (1093—1152), король Німеччини з 1138 до 1152 року
- Берта (1089—1142), дружина Адальберта, графа Ельхінген
- Хейліка (д/н — після 1110), дружина Фрідріха III, графа Петтендорфа
- Гертруда (д/н — 1182), дружина Германа III, графа Рейнпфальц